# Municipio de Des Moines (Misuri)
El municipio de Des Moines (en inglés: Des Moines Township) es un municipio ubicado en el condado de Clark en el estado estadounidense de Misuri. En el año 2010 tenía una población de 959 habitantes y una densidad poblacional de 12,72 personas por km².

## Geografía
El municipio de Des Moines se encuentra ubicado en las coordenadas 40°25′12″N 91°33′55″O / 40.42000, -91.56528. Según la Oficina del Censo de los Estados Unidos, el municipio tiene una superficie total de 75.4 km², de la cual 73,08 km² corresponden a tierra firme y (3,08 %) 2,32 km² es agua.

## Demografía
Según el censo de 2010, había 959 personas residiendo en el municipio de Des Moines. La densidad de población era de 12,72 hab./km². De los 959 habitantes, el municipio de Des Moines estaba compuesto por el 97,5 % blancos, el 0,1 % eran afroamericanos, el 0,1 % eran amerindios, el 1,15 % eran asiáticos, el 0,1 % eran de otras razas y el 1,04 % eran de una mezcla de razas. Del total de la población el 0,83 % eran hispanos o latinos de cualquier raza.